# Piaggio P.3
Le Piaggio P.3 était un prototype de bombardier lourd italien de l'entre-deux-guerres, réalisé par Piaggio Aero.

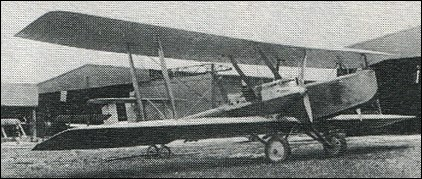
Piaggio P.3 en 1923.